# 中国民族博物馆
39°58′25″N 116°18′33″E / 39.97367180000001°N 116.3092147°E
中国民族博物馆是位于中国北京市的一座以展示中国各民族文化为主题的国家级民族博物馆。

## 历史
中华人民共和国成立后，1950年，中央决定派中央民族访问团到少数民族聚居地访问，此后先后派出西南、西北、中南、东北等访问团，历时数年进行访问。访问团的任务主要是向少数民族群众宣传中国共产党的民族政策，了解少数民族的社会状况，帮助解决生产及生活中的困难。访问团受到各族群众欢迎，少数民族群众多将本民族的代表性的器物当作礼物，托访问团带到北京献给毛主席，这些礼物成为重要的民族文物。
自1950年至“文化大革命”前，中央人民政府政务院（后改为中华人民共和国国务院）在每年10月1日国庆节之前（后因人数增加，便改为分国庆节及“五·一”国际劳动节两批）邀请各少数民族代表组成民族参观团赴北京参加庆祝，仅毛泽东便先后14次接见代表。这些代表带来许多民族器物献给毛泽东等党和国家领导人。
1950年代，中央组织有关部门开展了大规模“民族识别”工作，同时全面开展少数民族社会历史及语言状况调查。在此期间，大批各民族文物被收集到。
随着民族文物增加，建设中国民族博物馆的建议被提出。1950年，李维汉在听取中央民族访问团汇报工作时称，政务院总理周恩来很关心少数民族文物，要求将已收集到的文物保存好，将来专建一民族博物馆。1951年，中央民委组建了民族博物馆筹建班子，并任命吴泽霖为筹备主任。后来，由于人事变更等方面原因，民族博物馆的筹建工作中断。
1955年，周恩来参加万隆会议途经昆明时，参观了云南省博物馆办的少数民族文物展，对在场的杨堃说：
我在欧洲也参观过几个民族学博物馆，巴黎的、柏林的和英国的，我都参观过。我想了解一下各殖民地和附属国民族解放运动的情况。然而，我所看到的，却使我大失所望。他们全是宣扬殖民地、附属国各民族的落后面，从不展出这些民族反侵略斗争的英勇事迹；对于他们的优秀的民族文化和传统，也一概不提。我们将来也要建立民族学博物馆，要反其道而行之，要有鲜明的阶级性。
1956年，费孝通等学者向中央领导人建议在北京建立一个“适应社会主义建设需要并与我国的地位相称的民族博物馆”。后因中华人民共和国经济发生困难及“文化大革命”爆发等方面原因，中国民族博物馆项目未能落实。
改革开放之后，1983年初，中共中央政治局委员胡乔木提出，中国博物馆事业需要“逐步有一个大的发展”，还提出“我们没有民族博物馆，希望将来文化部和其它部，逐步地从某一部门开始搞起来。”1984年，中国民族博物馆将办公地点设在福佑寺。1987年之后，国家民委多次向中共中央、国务院及国家发展和改革委员会（原国家计委）报送中国民族博物馆立项请示报告。全国人大代表、全国政协委员多次呼吁尽快立项建设中国民族博物馆。
自从筹建开始，中国民族博物馆的业务工作一直未间断。中国民族博物馆建设工程已经被列入中华人民共和国“十二五”时期文化发展改革纲要，项目已经进入了前期工作阶段。 
中国民族博物馆是“公益性文化事业单位”，是国家民族事务委员会的直属事业单位。该博物馆设有《中国民族博物馆研究》编委会。该馆尚无固定展览场所，办公地点目前暂设于北京市海淀区倒座庙1号院。中国民族博物馆时常在其他单位的展览场所举办各种临时展览。